# هاراکیری پرسش و پاسخ

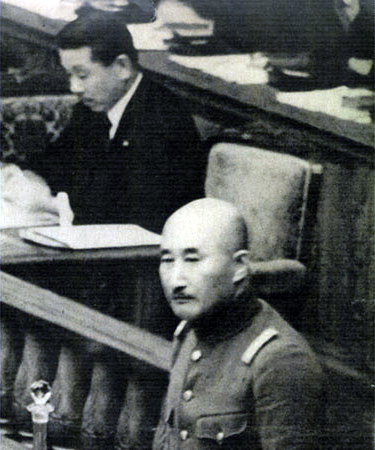
ترائوچی هیساایچی در مجلس امپراتوری که در حال خیره نگاه کردن به هامادا کونیماتسو است. نخست‌وزیر ژاپن هیروتا کوکی در زمینه تصویر دیده می‌شود.

هاراکیری پرسش و پاسخ (به ژاپنی: 腹切り問答)؛ مبادله کلامی ای بود که بین هامادا کونیماتسو و ترائوچی هیساایچی، وزیر ارتش، در جلسه عمومی مجلس نمایندگان امپراتوری در ۲۱ ژانویه ۱۹۳۷ (دوره شووا سال ۱۲) انجام شد. به آن پرسش و پاسخ سپوکو نیز گفته می‌شود. به همین دلیل، کابینه هیروتا کوکی به‌طور کلی استعفا داد.
در این روز، در هفتادمین سالگرد تأسیس مجلس امپراتوری، یکی از اعضای مجلس نمایندگان هامادا کونیماتسو از حزب ریکن سییوکای (انجمن دوستان دولت مشروطه) گفت: «در سال‌های اخیر، به دلیل شرایط خاص، آزادی بیان مردم مورد ظلم واقع شده‌است. مردم نمی‌توانند منظورشان را بگویند و در حالت نارضایتی جزئی قرار دارند. ارتش در سال‌های اخیر به خود افتخار کرده‌است … و با تقویت دیکتاتوری ایدئولوژی سیاسی همیشه به تمامی ارتش نفوذ پیدا کرده‌است، و گاهی خطر تخریب خاکریز مدنیت وجود دارد.» او در این سخنرانی از مداخلات سیاسی ارتش پس از حادثه ۲۶ فوریه انتقاد کرد. در آن زمان، هامادا ۳۰ سال عضو مجلس نمایندگان و رئیس اسبق مجلس نمایندگان و بزرگ مجلس بود.
با شنیدن این سخنرانی، وزیر ارتش امپراتوری ژاپن ترائوچی در جواب پشت تریبون ایستاد و با نگاهی خشمگین سخنان وی را رد کرد و گفت: «حس می‌کنم که سخنان شما تحقیر ارتش است.» با این حال، هنگامی که هامادا در مرحله دوم پرسید، «لطفاً مشخص کنید که در کجای سخنان من به ارتش توهین شده‌است»، ترائوچی با بیان مجدد این جمله، «این به نظر توهین می‌آمد.» هامادا برای سومین بار به سمت تریبون مجلس رفت و گفت: سامورایی‌های ژاپنی به افتخارات باستانی احترام می‌گذارند. برای شمشیر زنی ارزش قائل است. آیا می‌توان رسوائی شخص را بدون هیچ دلیل منطقی یا واقعی مانند یک سرکش انکار کرد؟ دیگر بیش از نمی‌توانم پشت تریبون بروم (در آن زمان در جلسه عمومی مجلس نمایندگان، یک عضو فقط مجاز به صحبت سه بار در یک روز بود). من ثبت سریع سخنان مجلس را بررسی می‌کنم و اگر کلمه‌ای وجود داشته باشد که به ارتش توهین به حساب آید، من سپوکو می‌کنم و به این وسیله از شما عذرخواهی می‌کنم. در غیر این صورت، شما باید سپّوکو انجام دهید. ترائوچی از این موضوع عصبانی شد و به هامادا خیره شد. این دعوای کلامی باعث آشفتگی زیادی در مجلس شد.
دولت از امپراتور اجازه خواست تا راهی برای خلاص شدن از این موضوع پیدا کند و مجلس روز بعد به حالت تعلیق درآمد. ترائوچی از نخست‌وزیر هیروتا خواست که پارلمان را به علت پشیمانی از احزاب سیاسی منحل کند و گفت که «احزاب سیاسی از اوضاع زمان آگاه نیستند» و گفت که اگر مجلس منحل نشود به تنهایی استعفا می‌دهد. ناگائو اوسامی وزیر نیروی دریایی عضو دیگر کابینه که می‌خواست در تعیین بودجه نیروی دریایی شتاب کند، برای متقاعد کردن ترائوچی کوشش کرد، اما ترائوچی که بسیار عصبانی شده بود، به کوشش او پاسخ نداد و هیروتا به دلیل ناهماهنگی در کابینه استعفا داد.